# Potenciador del gust
Els potenciadors del gust o potenciadors del sabor són compostos químics utilitzats com additius alimentaris que accentuen la intensitat i la qualitat de les aromes i dels sabors naturals d'un aliment. Es fan servir en molts aliments processats per tal que siguin més atractius al consumidor.
Els potenciadors del gust més utilitzats són:

## Europeus (pel númeroE)
- E620 Àcid glutàmic
- E621 Glutamat monosòdic
- E622 Glutamat monopotàssic
- E623 Diglutamat de calci
- E624 Glutamat d'amoni
- E625 Diglutamat de magnesi
- E626 Àcid guanílic
- E627 Guanilat disòdic
- E628 Guanilat dipotàssic
- E629 Guanilat de calci
- E630 Àcid inosínic
- E631 Inosinat disòdic
- E632 Inosinat dipotàssic
- E633 Inosinat de calci
- E634 5'-Ribonucleòtids de calci
- E635 5'-Ribonucleòtids de sodi
- E636 Maltol
- E637 Etilmaltol
- E640 Glicina i la seva sal sòdica
- E641 L-Leucina
- E900 	Dimetilpolisiloxà